# Brice Bosi
Brice Bosi (ur. 15 maja 1986 roku w Luksemburgu) – luksemburski kierowca wyścigowy.

## Kariera
Bosi rozpoczął karierę w wyścigach samochodowych w 2010 roku od startów w Europejskim Pucharze Formuły Renault 2.0 z francuską ekipą Boetti Racing Team. Z dorobkiem sześciu punktów uplasował się tam na 19 pozycji w klasyfikacji generalnej. W późniejszych latach pojawiał się także w stawce FIA GT3 European Championship (czwarte miejsce w 2011 roku) oraz 24-godzinnego wyścigu Nürburgring, gdzie był szósty w klasie SP2T w 2013 roku.

## Statystyki
| Sezon | Seria                                 | Zespół                    | Wyścigi | Zwycięstwa | PP | NO | Podium | Punkty | Pozycja |
| ----- | ------------------------------------- | ------------------------- | ------- | ---------- | -- | -- | ------ | ------ | ------- |
| 2010  | Europejski Puchar Formuły Renault 2.0 | Boetti Racing Team        | 16      | 0          | 0  | 0  | 0      | 6      | 19      |
| 2011  | FIA GT3 European Championship         | Heico Motorsport          | 5       | 0          | 0  | 0  | 1      | 95     | 4       |
| 2013  | 24h Nürburgring - SP2T                | Hyundai Motor Deutschland | 1       | 0          | 0  | 0  | 0      | N/A    | 6       |